# Frank van der Velde
Frank van der Velde (3 november 1974) is een Nederlandse presentator.
Van 2004 tot en met 2007 presenteerde hij het jaarlijks terugkerende evenement EO-Jongerendag. Verder is hij initiatiefnemer en hoofdredacteur van de Jongerenbijbel en was hij tot en met 2009 eindredacteur en hoofd van de afdeling Jongeren bij de Evangelische Omroep. In 2010 begon hij een eigen mediabedrijf, Frank en Vrij Media.
Frank van der Velde is getrouwd en heeft twee kinderen.